# Paul Quassa
Paul Aarulaaq Quassa, né le 12 janvier 1952, est un homme politique canadien, Premier ministre du Nunavut de 2017 à 2018.

## Biographie
Élu député à l'Assemblée législative du Nunavut pour la circonscription d'Aggu lors du scrutin de 2013, il est réélu le 30 octobre 2017. Le 17 novembre suivant, il est désigné par l'Assemblée comme Premier ministre du territoire et prend ses fonctions le 21 novembre.
Le 14 juin 2018, l'Assemblée vote une motion de défiance contre lui par 16 voix contre 3 avant d'élire Joe Savikataaq pour lui succéder.